# Enicospilus parkeri
Enicospilus parkeri là một loài tò vò trong họ Ichneumonidae.